# Bombardier Régio2N
A Bombardier Régio2N egy tervezett, részben emeletes, kétáramnemű (1,5 kV DC és 25 kV 50 Hz AC) villamosmotorvonat-sorozat.A Bombardier Transportation 2013-tól összesen 129 motorvonatot szállít az SNCF regionális leányvállalatának, a TER részére. Az első vonatokat 2013 közepéig, az utolsót 2016 közepéig kell leszállítani.

## Műszaki jellemzése
Elrendezése különleges lesz a korábbi típusokhoz képest. Kocsijai különböző hosszúságúak lesznek melyek Jakobs-forgóvázakkal fognak egymáshoz kapcsolódni. A rövidebb részek egyszintesek lesznek ajtókkal, a hosszabb részek kétszintesek ajtók nélkül. A vonat elején és végén szintén emeletes kocsik lesznek, de ezeken ajtó is lesz.

## Forgalomba állás
A 129 motorvonat az alábbiak szerint lesznek elosztva Franciaország hat régiója között:
- Aquitania: 24 vonat
- Bretagne: 17 vonat
- Centre-Val de Loire: 14 vonat
- Nord-Pas-de-Calais: 18 vonat
- Provence-Alpes-Côte d’Azur: 16 vonat
- Rhône-Alpes: 40 vonat